# 7437 Torricelli
7437 Torricelli è un asteroide della fascia principale. Scoperto nel 1994, presenta un'orbita caratterizzata da un semiasse maggiore pari a 2,3475406 UA e da un'eccentricità di 0,0877796, inclinata di 6,38380° rispetto all'eclittica.
L'asteroide è dedicato al matematico e fisico Evangelista Torricelli.